# Togitsu
Togitsu (時津町, Togitsu-chō) est un bourg situé dans la préfecture de Nagasaki, au Japon.

## Géographie

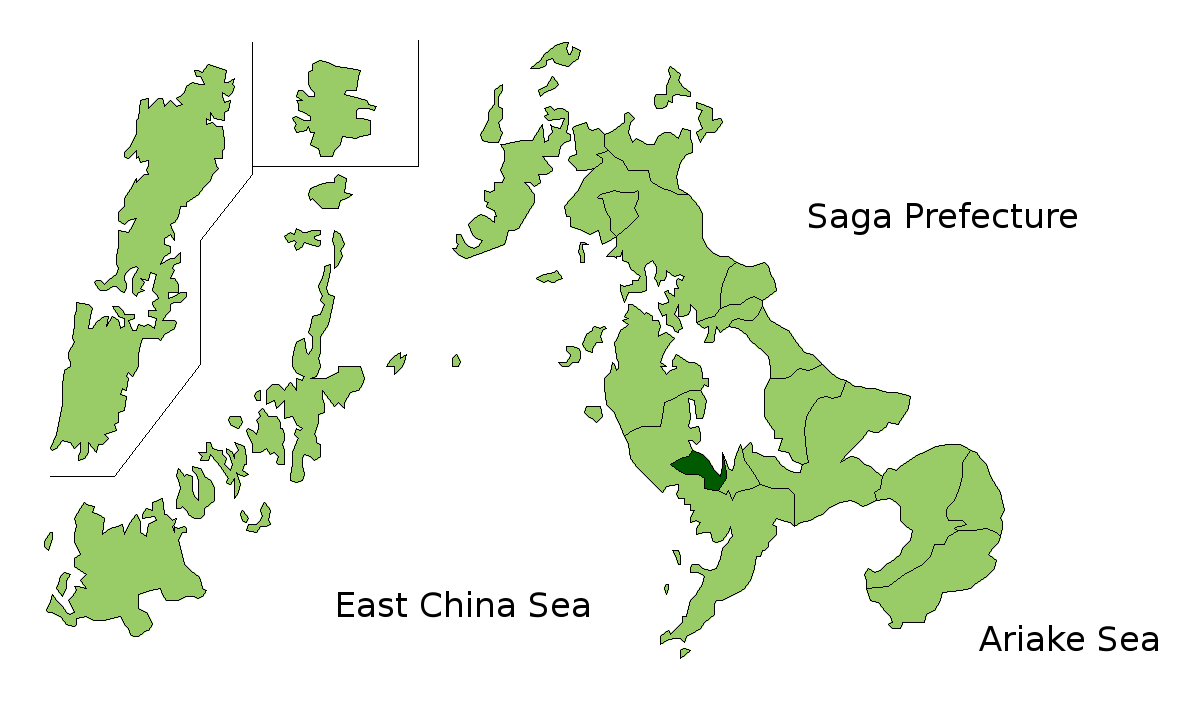
Togitsu dans la préfecture de Nagasaki.

### Démographie
En 2009, le bourg de Togitsu avait une population estimée à 30 023 habitants répartis sur une superficie de 20,73 km2 (densité de population de 1 448 hab./km2).